# Mesadenus polyanthus
Mesadenus polyanthus är en orkidéart som först beskrevs av Heinrich Gustav Reichenbach, och fick sitt nu gällande namn av Rudolf Schlechter. Mesadenus polyanthus ingår i släktet Mesadenus och familjen orkidéer. Inga underarter finns listade i Catalogue of Life.